# 韋爾布柳德島
70°0′S 15°55′E / 70.000°S 15.917°E
韋爾布柳德島是南極洲的島嶼，位於拉扎列夫冰架以東，最高點海拔高度200米，該島嶼首次在1961年被蘇聯極地探險隊繪入地圖。